# Пам'ятник Сергію Корольову (Москва)
Пам'ятник Сергію Корольову — пам'ятник радянському вченому, інженеру-конструктору, керівнику виробництва ракетно-космічної техніки та ракетної зброї в СРСР, основоположнику практичної космонавтики Сергію Корольову. Установлено в 2008 році в Москві на Алеї Космонавтів. Проєкт розроблявся півтора роки. Його автори — скульптори Салават та Сергій Щербакови, а також архітектори Олександр Кузьмін та Ігор Воскресенський. Фінансування здійснювалося за рахунок Міжнародного союзу наукових та інженерних громадських об'єднань та уряду Москви.

## Опис
П'ятиметрова бронзова статуя зображає вченого. Він дивиться в далечінь, стоїть в повний зріст і з відведеною вбік лівою рукою. Скульптура встановлена на гранітний постамент, має барельєфи першого штучного супутника Землі на орбіті, зліт ракети «Схід» та перший у світі вихід космонавта у відкритий космос.

## Історія створення
У 2006 році комісія з монументального мистецтва погодила встановлення пам'ятника. До цього московська влада просила дозволу на його зведення, проте їм відмовляли. І лише після вивчення докладного плану реконструкції Алеї Космонавтів комісія змінила своє рішення. Пам'ятник був установлений на честь столітнього ювілею Сергія Корольова (1906 за старим стилем і 1907 — за новим). Уряд Москви дав розпорядження встановити скульптуру в 2007 році, проте відкриття пам'ятника відбулося лише 3 вересня 2008. У цей час було відремонтовано меморіальний комплекс. На святковій церемонії були присутні мер Москви Юрій Лужков, керівник федерального космічного агентства Анатолій Пермінів, перша у світі жінка-космонавт Валентина Терешкова, академік Борис Черток, льотчики-космонавти, друзі і рідні Корольова, а також представники дитячих та молодіжних організацій.